# Friedrich Volck
Friedrich Volck, auch Fritz Volck, in den Vereinigten Staaten Frederick Volck, (* 27. April 1832 in Augsburg; † 16. August 1891 in Radegundis bei Augsburg) war ein deutschamerikanischer Bildhauer.

## Leben
Volck war das sechste von 13 Kindern des Andreas Volck (1800–1888). Sein Vater leitete eine Destillerie und Essigfabrik. Der Zahnarzt, Maler und Karikaturist Adalbert J. Volck war ein älterer Bruder; der Theologe Wilhelm Volck ein jüngerer Bruder.
Volck kam als Böttchergeselle in die Vereinigten Staaten. Er ging zu seinem Bruder Adalbert J. Volck nach Baltimore und besuchte Klassen am Maryland Institute College of Art, wo er 1860 eine Silbermedaille für seine Skulptur The Last Mohican erhielt. Zu Beginn des Sezessionskriegs ging er nach Virginia und trat als Freiwilliger in die Südstaatenarmee ein.
Er wurde bekannt durch zahlreiche Porträtbüsten amerikanischer Politiker und Militärs. Seine signierten und datierten Kleinbüsten sind noch heute auf dem amerikanischen Kunstmarkt präsent. Die Büste von Jefferson Davis diente als Vorbild für die Gestaltung der 10-Cents-Briefmarke der Konföderierten Staaten (CSA). Im Mai 1863 nahm Volck dem General der konföderierten Armee Thomas Jonathan Stonewall Jackson die Totenmaske ab und erhielt den Auftrag für ein Reiterdenkmal des Generals für Richmond (Virginia). Der Auftrag wurde durch Finanzierungsprobleme widerrufen, auch wenn Adalbert Volck zwei Gemälde Lees zur Finanzierung stiftete und Friedrich Volck 1867 bei Wilhelm Pelargus in Stuttgart ein Modell gießen lassen konnte. Das Modell stiftete Volck 1870 dem Virginia Military Institute, in dessen Museum Lee on Traveller heute gezeigt wird.
Volck kehrte 1865 im Zuge der Kapitulation der Südstaaten nach Deutschland zurück und wirkte zunächst in Nürnberg, ab 1868 in München, ab 1880 in Stuttgart und dann wieder in seiner Heimatstadt Augsburg.

## Werke
- Büste Robert Garrett, Präsident der Baltimore and Ohio Railroad, Baltimore[7]
- Konföderierten-Ehrenmal, Loudon Park Cemetery, Baltimore
- Porträtplakette am Grabdenkmal für Edgar Allan Poe (1875) in Baltimore (ursprünglich Marmor, nach Verwitterung 1938 durch Bronzekopie ersetzt[8])
- Büste Wilhelm Löhe, Diakonissen-Mutterhaus Neuendettelsau
- Büste des Generals Ludwig von der Tann-Rathsamhausen, Grabmal auf dem Alten Nordfriedhof, München
- Büste Adolf von Harless, Konsistorium, München

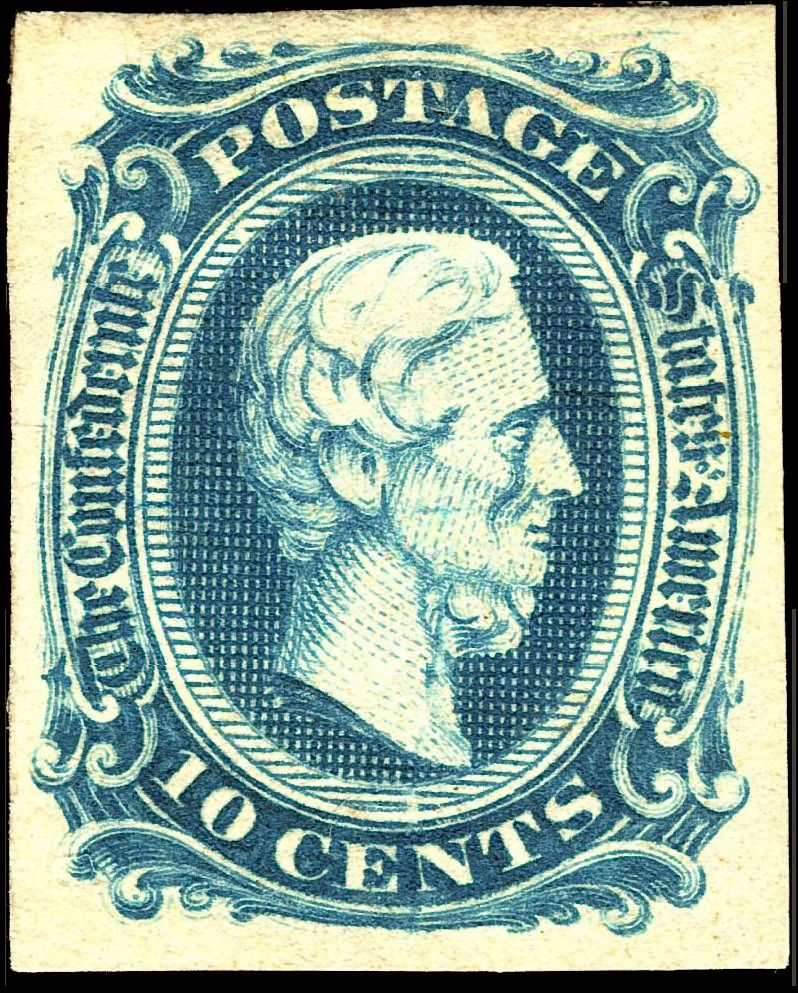
Briefmarke der Konföderierte Staaten von Amerika mit dem Kopf von Jefferson Davis nach einer Büste Volcks
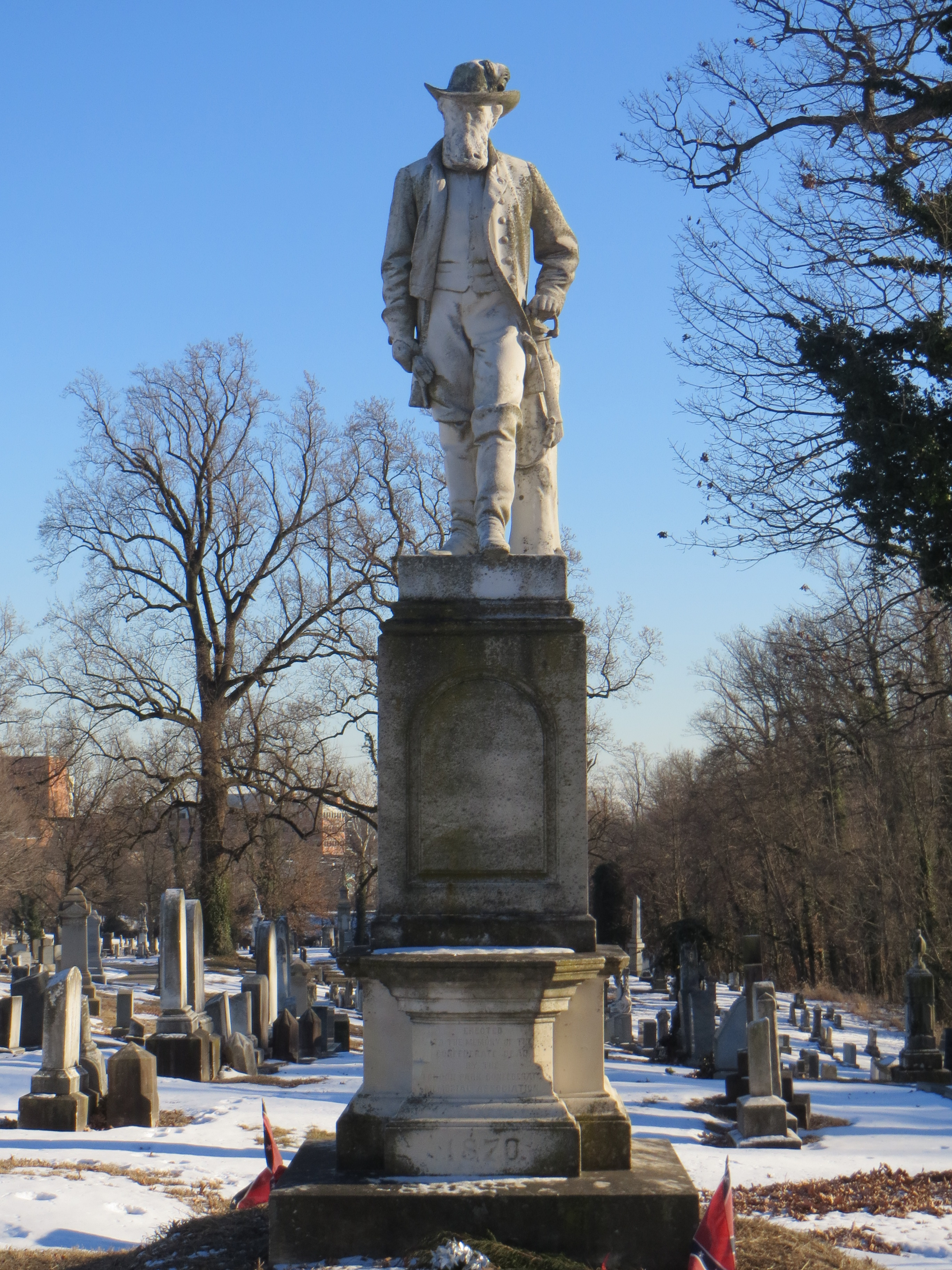
Konföderierten-Ehrenmal, Loudon Park Cemetery, Baltimore
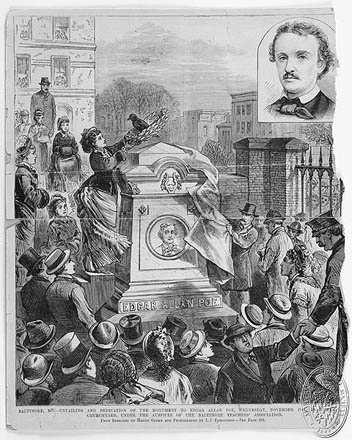
Poe-Grabdenkmal bei seiner Einweihung